# Okres Kunhegyes
Okres Kunhegyes (maďarsky Kunhegyesi járás) je jedním z devíti okresů maďarské župy Jász-Nagykun-Szolnok. Jeho centrem je město Kunhegyes.

## Sídla
V okrese se nachází celkem 7 měst a obcí.
Města
- Abádszalók
- Kunhegyes

Obce
- Tiszabő
- Tiszabura
- Tiszagyenda
- Tiszaroff
- Tomajmonostora